# Mombetsu
Mombetsu (jap. 紋別市, -shi) ist eine Stadt in der Unterpräfektur Okhotsk auf der Insel Hokkaidō (Japan).

## Geographie
Mombetsu liegt nordwestlich von Kitami und Abashiri, und nordöstlich von Asahikawa.

## Geschichte
Die Stadt besteht seit dem 1. Juli 1954.

## Verkehr
Mombetsu ist über die Nationalstraßen 238, 239 und 273 erreichbar. Etwa 8 km südöstlich des Stadtzentrums befindet sich der Flughafen Monbetsu. Die Nayoro-Hauptlinie (Eisenbahn) wurde 1989 stillgelegt. Bei Engaru verkehrt die Maruseppu-Waldparkeisenbahn auf einer 1,5 Kilometer langen Museums-Schmalspurbahnstrecke.

## Städtepartnerschaften
- Newport (Oregon), seit 1966
- Fairbanks, seit 1991
- Korsakow, seit 1991

## Söhne und Töchter der Stadt
- Keizaburō Tejima (* 1935), Illustrator, Bilderbuchautor